# 앤드루 로슨
앤드루 로슨(Andrew Lawson, 1861년 7월 25일 –1952년 6월 16일)은 미국 캘리포니아 대학교 버클리의 지질학 교수이다. 그는 ‘로슨 리포트’(Lawson Report)로 알려지게 되는 1906년 샌프란시스코 지진에 대한 1908년 보고서의 편집자였으며, 공동저자였다. 그는 또한 1895년 샌앤드리어스 단층을 밝히고, 명명한 최초의 인물이었다. 1906년 지진 이후에는 전에는 단지 샌프란시스코 베이 에어리어로만 알려진 샌앤드리어스 단층의 전체 길이를 정확하게 서술한 최초의 인물이었다. 그는 또한 프랜시스코 복합단층(Franciscan Complex)을 명명하기도 했다.

## 생애
스코틀랜드의 앤스트러더에 태어났다. 6살 때 가족과 함께 캐나다 온타리오의 해밀턴에 이주를 했다. 토론토 대학에서 배웠고, 재학 중 캐나다 지질조사국에서 근무했다. 1888년에 존스홉킨스 대학교에서 박사 학위를 얻었다. 1890년 캐나다 지질조사국을 마치고, 밴쿠버의 컨설턴트 지질학자를 맡아 그해 캘리포니아 대학교 버클리의 조교수가 되었으며, 1892년 교수가 되었고, 1928년까지 그 직에 있었다. 1930년대에는 금문교 건설에 대한 지질학적인 조언을 했다.
1895년에 미국 태평양 연안의 캘리포니아의 샌앤드리어스 단층의 존재를 확인했다. 1906년 샌프란시스코 지진 후 1908년에 〈로슨 보고서〉를 발표했다. 1938년에 미국 지질 학회에서 펜로즈 메달을 수상하였다.
광물 로슨나이트(Lawsonite)는 그의 이름을 딴 것이며, UC 버클리 캠퍼스에 지어진 광산 건축 연구소 터널의 이름인 ‘로슨 에딧’(Lawson Adit)도 마찬가지이다.